# Emmerik Jensen
Emmerik Jensen (født 15. maj 1922, død 5. august 1972 i Schweiz) var en dansk læge og professor.
Emmerik Jensen var yngste søn og efternøler af forfatteren Johannes V. Jensen og dermed ud af Jensen-familien fra Farsø.
Han blev født omkring tidspunktet hvor faren udgav bogen Cimbrernes Tog, og bogen dedikerede Johannes V. Jensen til sønnen.
Emmerik Jensens ældre brødre var Villum Jensen og den senere kredslæge Jens Jensen.
Fra sin ungdom kendte han Eva Bendix og Aage Bohr.
Emmerik Jensen gik på Frederiksberg Gymnasium,
bestod den medicinske embedseksamen omkring 1949,
og kom i praktik i Thisted.
I en årrække virkede Emmerik Jensen ved Rigshospitalet som prosektor, og var i følge Leif Nedergaard en vellidt lektor i patologisk anatomi.
Han blev udnævnt til professor i patologisk anatomi ved Københavns Universitets lægevidenskabelige fakultet den 1. marts 1969.
En studerende beskrev ham senere som "den patologiske anatomis ungdomsfriske kvindeglade John F. Kennedy type".
Fra 1958 stammer bogen Studies on the Hormonal Regulation of the Mouse Hair Cycle.
Emmerik Jensen døde tragisk ved en bjergbestigningsulykke som blot 50-årig.
Med sin sygeplejerskekæreste var han taget til de schweiziske bjerge.
Under en bestigning mistede den unge pige fodfæstet og trak dem begge i døden. Ulykken blev rapporteret i Ekstra Bladet.
Før sit endelige havde han i 1954 deltaget i den dansk-norske grønlandsekspedition til Staunings Alper.
Emmerik Jensen var en aktiv sportsmand i andre grene end bjergbestigning. Han deltog kort i bestyrelsesarbejdet for B93,
hvor han spillede tennis.
Det Kongelige Bibliotek er i besiddelse af flere fotografier af Johannes V. Jensen og den unge Emmerik sammen.
Efter farens død deltog Emmerik Jensen i flere mindehøjtidligheder for faren, en norsk mindefest i 1965 holdt på Ekeberg hovedgård
og til indvielsen den 20. januar 1972 af en rekonstruktion af Johannes V. Jensens arbejdsværelse på Nationalmuseet.
Hans søn er saxofonisten Hans Ulrik.